# Palaeoplethodon hispaniolae
Il paleopletodonte (Palaeoplethodon hispaniolae) è un anfibio estinto, appartenente agli urodeli. Visse nel Miocene inferiore (circa 20 milioni di anni fa) e l'unico fossile noto, un esemplare conservato nell'ambra, è stato ritrovato nella Repubblica Dominicana.

## Descrizione
L'unico esemplare noto è di dimensioni minuscole, e la sua lunghezza totale è inferiore ai 2 centimetri. Il corpo è relativamente robusto, la testa è piuttosto larga e dotata di un muso smussato e corto; gli occhi sono piuttosto grandi e le narici leggermente sporgenti. Le zampe posteriori possedevano cinque dita, di cui il primo e il secondo erano quasi completamente fuse tra loro. Il tronco era dotato di striature verticali simili a quelle delle odierne salamandre, mentre la coda non era molto compressa lateralmente. Alcune caratteristiche di Palaeoplethodon sono molto simili a quelle riscontrabili nell'odierna famiglia Plethodontidae, anche se vi sono vari caratteri che permettono di separare questa specie da ogni altra salamandra nota: le zampe posteriori allungate (quasi il doppio di quelle anteriori), una mano completamente arrotondata e un piede allungato con dita palmate. 

## Classificazione
Palaoeplethodon hispaniolae venne descritto per la prima volta nel 2015, sulla base di un fossile conservato nell'ambra ritrovato in una miniera di ambra nella catena montuosa tra Puerto Plata e Santiago in Repubblica Dominicana. Il fossile indica che questo animale era un rappresentante basale della famiglia dei pletodontidi (Plethodontidae), e in particolare potrebbe essere strettamente imparentato con il genere Bolitoglossa. 

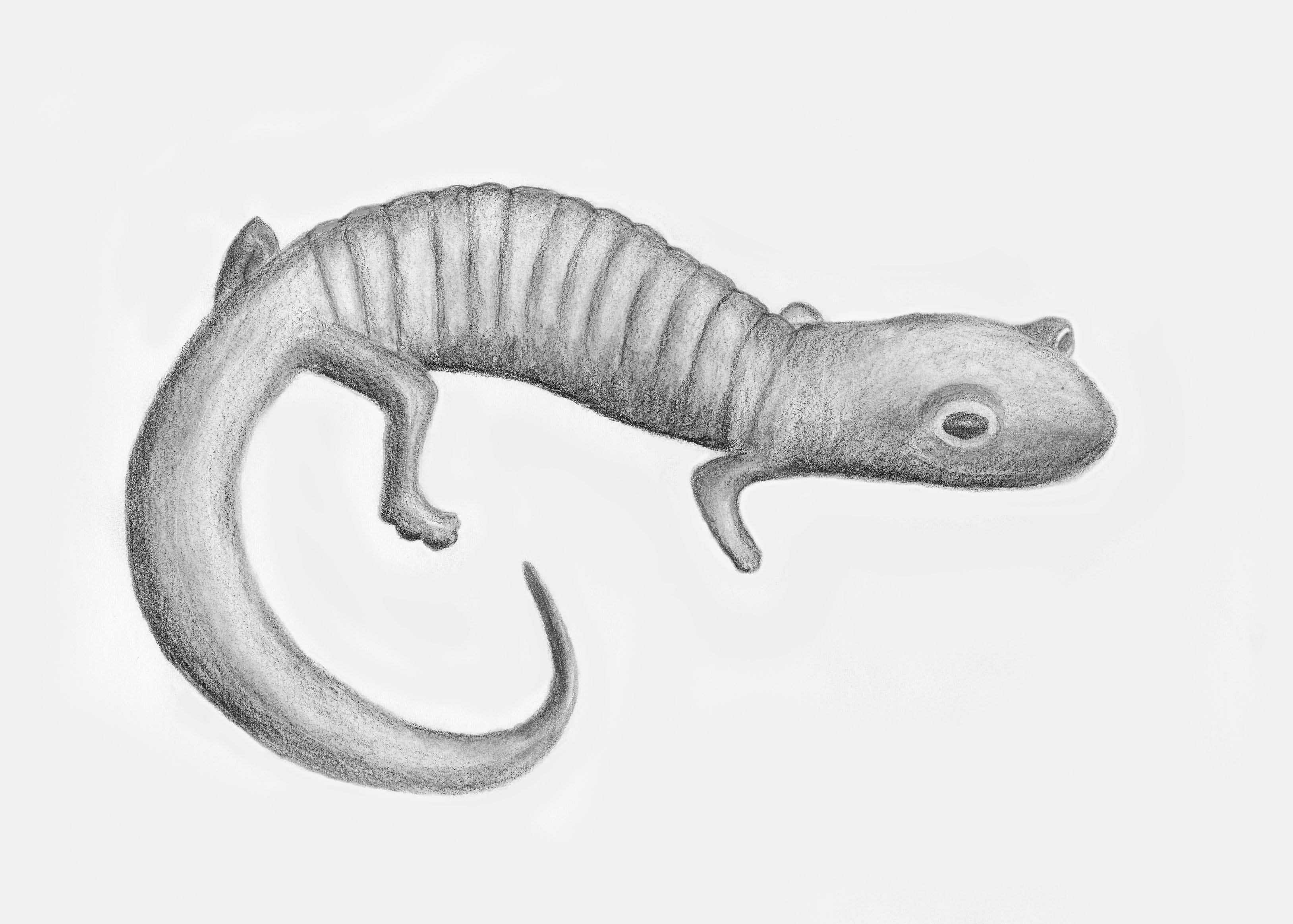
Ricostruzione di Palaeoplethodon hispaniolae

## Paleobiologia
L'ambra in cui si è conservato il fossile proviene dalla specie estinta di legume Hymenaea protera. La salamandra è sprovvista della zampa anteriore sinistra, probabilmente a causa di una predazione. È probabile che Palaeoplethodon, come molti pletodontidi attuali, vivesse su piccoli alberi o su fiori tropicali. Non è chiaro come la linea evolutiva di questa salamandra sia giunta nell'area, dal momento che attualmente non esistono salamandre nei Caraibi, né come si sia estinta. Le salamandre potrebbero essere giunte nell'area dal Nordamerica, quando ancora le terre erano collegate, oppure potrebbero essere giunte via zattere naturali. L'estinzione potrebbe invece essere stata causata da cambiamenti climatici o da predazione eccessiva. 